# Wicked Lester
Wicked Lester war der Name einer 1971 gegründeten US-amerikanischen Musikgruppe aus New York City, aus der 1973 die erfolgreiche Hardrock-Band Kiss hervorging. Wicked Lester nahm 1972 eine von Ron Johnson produzierte Schallplatte für Epic Records auf, die nie veröffentlicht wurde, jedoch als Bootleg Verbreitung unter Sammlern fand. Zwei der von Wicked Lester aufgenommenen Songs wurden 1975 von Kiss für deren Album Dressed to Kill verwendet.

## Bandgeschichte
Rainbow

Wicked Lester ging aus der Band Rainbow hervor, der Paul Stanley angehörte. Der Gitarrist von Rainbow, Matt Rael, verließ die Gruppe und wurde durch Stephen Coronel ersetzt, der wiederum versuchte, seinen Bekannten, den Bassisten Gene Simmons, mit in die Band zu bringen. Ein erstes Treffen in der Wohnung Coronels ergab schnell, dass Stanley und Simmons nicht auf einer Wellenlänge waren, doch diese Anfangsprobleme wurden überwunden und Simmons stieß zur Band, der zu dieser Zeit auch Tony Zarrella (Schlagzeug) und Brooke Ostrander (Keyboards) angehörten.
Rainbow versuchten, auch mit selbst geschriebenem Material eine musikalische Identität zu finden und diskutierten auch über ihr Image. Die Band probte deshalb viel, aber nach nur einem Auftritt benannte sich die Gruppe in Wicked Lester um.
Wicked Lester

Die Namensänderung sollte den Stilwechsel der Band unterstützen. Wicked Lester begannen, eigene Songs zu schreiben, weil Stanley und Simmons kein Interesse mehr hatten, hauptsächlich Coverversionen fremder Titel zu spielen. Paul Stanley nahm Kontakt mit Ron Johnson auf, der in den Electric Lady Studios arbeitete, und dieser war interessiert, die Band zu produzieren und überließ der Band Studiozeit, wenn es Pausen zwischen den Aufnahmen zahlender Künstler gab.
Als klar wurde, dass Wicked Lesters Material stark genug war, um sich um einen Plattenvertrag zu bemühen, musste Stephen Coronel die Band verlassen. Dies war zum einen darin begründet, dass Epic sein Aussehen und Auftreten unpassend fand, zum anderen lag es an einer schwelenden Auseinandersetzung zwischen ihm und Paul Stanley. Coronel hatte kein Verständnis für den selbstbewussten Stanley, der genau zu wissen schien, was und wer er sein wollte.
Im Herbst 1971 wurde Coronel durch Ron Leejack ersetzt. Leejack war Sessionmusiker und hatte mit der Band Cactus bereits Studioaufnahmen und Liveauftritte absolviert. Zu diesem Zeitpunkt hatte Wicked Lester etwa die Hälfte der begonnenen Aufnahmen abgeschlossen, die bis Juli 1972 beendet wurden.
Das Material für das Album bestand zu Teilen aus Coverversionen und Originaltiteln. Es gelang der Gruppe jedoch zunächst noch nicht, eine Plattenfirma für sich zu gewinnen, und Stanley und Simmons suchten die Gründe hierfür in ihren Mitmusikern. Schlussendlich gelang es ihnen dann doch, einen Plattenvertrag zu bekommen: In einem Casting spielte die Band für den A&R-Assistenten von Epic Records, Tom Werman. Während dieses Vorspielens bewegten sich alle Musiker der Band auf der Bühne, mit Ausnahme von Leejack, der es vorzog, im Sitzen zu spielen, weil er überzeugt war, so besser spielen zu können.
Das Album wurde zunächst nicht veröffentlicht, und Simmons und Stanley waren mit dem Ergebnis nicht zufrieden. Simmons sagte in einem Interview mit dem Fanzine Kiss Kollector: „Als wir uns das Album anhörten, wurde uns klar, dass dies, obwohl wir mochten, was wir taten, nicht das war, was wir wollten. Diese Musik waren nicht wir“.
Die Gruppe probte dennoch weiter, bevor Zarrella und Ostrander gefeuert wurden. Ron Leejack kündigte kurz darauf, im Anschluss daran kündigte Epic Records den Plattenvertrag.
Stanley und Simmons setzten ihre Arbeit fort, beschlossen jedoch, musikalisch einen neuen Weg einzuschlagen. Hierzu benötigten sie einen Schlagzeuger und lasen die einschlägigen Zeitschriften. In der Ausgabe des Rolling Stone-Magazine vom 31. August 1972 fanden sie eine Anzeige von Peter Criss mit dem Text: EXPD. ROCK & roll drummer looking for orig. grp. doing soft & hard music. Peter und luden ihn zu einem Vorstellungstermin ein.
Im Spätherbst 1972 wollten Stanley und Simmons herausfinden, ob Epic auch Interesse daran hätte, trotz der konzeptionellen und musikalischen Änderungen mit Wicked Lester zu arbeiten. Sie luden Epic-Chef Don Ellis ein, sich ein Konzert der Gruppe anzusehen, und boten zwei Termine an, nämlich den 20. sowie den 28. November 1972. Ellis erschien tatsächlich, allerdings ergriff er schon bald die Flucht, als Paul Stanley beim Song Firehouse plötzlich nach einem Wassereimer griff und dessen Inhalt in Ellis Richtung schüttete. Der Eimer enthielt zwar Konfetti, dennoch war Ellis nicht begeistert und ging. Die Band hörte nie wieder von ihm.
Wicked Lester trugen bei diesem Auftritt bereits weißes Make-up und traten als Trio auf. Stanley und Simmons annoncierten in der Zeitung Village Voice und suchten auf diesem Weg nach einem neuen Leadgitarristen. Zu den Bewerbern, die für den Job vorspielten, gehörten unter anderem John French, der 1973 die Band Twisted Sister gründete, und Bob Kulick, der ältere Bruder des späteren Kiss-Gitarristen Bruce Kulick. Kulick kam besonders gut mit Paul Stanley aus und hatte sich auch musikalisch als gut geeignet gezeigt. Nach Kulicks Casting spielte Ace Frehley vor; zunächst spielte die Band mit ihm einige Stücke von Led Zeppelin, dann eigenes Material, unter anderem Deuce und Firehouse. Zwei Wochen später wurde Frehley erneut eingeladen, spielte wieder mit der Band und erfuhr kurz darauf, dass er als Leadgitarrist für Wicked Lester ausgewählt sei.
Im Januar 1973 benannte sich die Gruppe in Kiss um, und Wicked Lester war Geschichte.

## Album
Das zwischen November 1971 und Juli 1972 aufgenommene Album enthielt eine Mischung selbst geschriebener Titel und Coverversionen, die den vielseitigen Stil Wicked Lesters zwischen Rock, Folk und Pop zeigten. Zwei der Titel wurden später in anderen Versionen von Kiss aufgenommen und veröffentlicht.
Der Refrain der Coverversion "We Wanna Shout It Out Loud" (The Hollies) diente als Anreiz für Shout it out Loud vom 1976er Kiss-Album Destroyer, obwohl beide Titel keinerlei Gemeinsamkeiten aufweisen. Love Her All I Can und She tauchten auf dem Kiss Album Dressed to Kill wieder auf. Love Her All I Can war der ursprünglichen Version sehr ähnlich, während She nicht mehr die Flöte und die Congas der Originalversion enthielt.
1976, als Kiss mit Destroyer auf der Erfolgswelle schwammen, fertigte CBS Records, die die Rechte an den Aufnahmen hielten, einen Remix des Wicked Lester-Albums an, um von der Popularität von Kiss zu profitieren und das Album zum Ende des Jahres zu veröffentlichen. Dies wurde durch den Kauf der Mastertapes durch Kiss’ Plattenfirma, Casablanca Records, verhindert; die Rechte wurden je zur Hälfte zwischen Kiss und Casablanca aufgeteilt.
Das Cover, das für die Veröffentlichung vorgesehen war, wurde später von CBS Records für das Debüt-Album der Gruppe The Laughing Dogs verwendet.